# 大衛·達維遜
大衛·達維遜（David Davidson，1854年—1942年）是猶太裔瑞典經濟學家，於1890年至1919年擔任瑞典烏普薩拉大學經濟學和稅務法（瑞典當時稱爲金融法）教授，也是瑞典第一位經濟學教授。其家族是典型猶太商賈，透過參與貿易買賣致富。

## 生平
達維遜畢業于烏普薩拉大學，以後便一直待在這裡從事法律和經濟學的教學工作，他以35歲之齡便獲得全職教授席位。事實上，19世紀瑞典的經濟學教育仍然很不成熟，經濟學必須附加於法律課程之中才得以講授，所以那時代的瑞典經濟學家無一不是獲取了法律學位，達維遜本人便曾經教授民法，還短暫地擔任地方法官。
他成立並且參與編輯一份名為《Ekonomisk Tidskrift》（經濟日報）的期刊（現名《斯堪的納維亞經濟學期刊》）.通過這份期刊，達維遜把當時瑞典經濟學界依據德國歷史學派分析經濟史的風氣改革為以英國古典學派理論主導的分析方法。達維遜一人便在期刊發表了超過250篇文章。
達維遜按照研究派別來分類，他可說是新李嘉圖主義者。但當時李嘉圖的經濟學因爲英美的邊際主義而被大多數經濟學家放棄，達維遜盡力把李嘉圖的觀點和新古典學派互相調和，由於達維遜恪守李嘉圖式的理論，使得他的學生幾乎沒有人成爲他的思想繼承者。儘管如此，達維遜在瑞典國内卻享有超然的地位，他跟克努特·維克塞爾和古斯塔夫·卡塞爾並稱爲瑞典斯德哥爾摩學派的開山鼻祖。三者之中，達維遜年紀不是最年長，但卻是最早參與經濟學研究。
斯德哥爾摩學派三位學術巨人的私人關係並不融洽，特別是維克塞爾和卡塞爾的關係更是惡劣非常，不僅是因為兩者學術問題上有歧見，而且他們更曾是同一教授職位的競爭者。達維遜跟維克塞爾的私交相對友好，兩者的爭論只限于討論邊際生產力理論和新馬爾薩斯主義的人口理論，前者厭惡而后者則推祟之。達維遜也不喜歡卡塞爾，然而兩人的交情不如維克塞爾和後者般惡劣，達維遜甚至試圖充當和事老讓維克塞爾和卡塞爾和好，不過維克塞爾公開批評卡塞爾的觀點“雜亂”使一切變得徒然。
達維遜從事經濟學研究值得稱道之事乃撰寫了瑞典中央銀行的歷史，也對貨幣理論作出了貢獻，他建立了一個“客觀性”貨幣理論。
1920年獲選為瑞典皇家科學院成員。

## 腳註
1. 1 2 3 4  Ben B. Seligman. . : 第578頁.
2. 1 2 3 4 5  . History of Economic Thought. （原始内容存档于2010-07-11）.
3. ↑  1965年至1975年這10年間，這份期刊改名為《瑞典經濟學期刊》，從1976年起又改名為《斯堪的納維亞經濟學期刊》）
4. ↑  Sandelin, Bo (1991). .
5. 1 2  Ben B. Seligman. . : 第542頁.
6. ↑  熊彼特. . : 第168頁.